# Synagoga Gal-Ed we Lwowie
Synagoga Gal-Ed we Lwowie – synagoga znajdująca się we Lwowie przy ulicy Królowej Jadwigi 14.
Synagoga została zbudowana w 1901 roku z inicjatywy i funduszy Jakuba Galia, spadkobiercy dowódcy gwardii żydowskiej Emanuela Galia. Podczas II wojny światowej, po wkroczeniu wojsk niemieckich do Lwowa w 1941 roku, synagoga została zdewastowana.
Po zakończeniu wojny w latach 60. XX wieku synagoga została przebudowana na mieszkania i w takim stanie pozostaje do dziś.